# ننه (بازیکن فوتبال، زاده ۱۹۸۱)
اندرسون لوییز دِ کاروالیو (پرتغالی: Anderson Luiz de Carvalho؛ زادهٔ ۱۹ ژوئیهٔ ۱۹۸۱) که با نام نِنه شناخته می‌شود، بازیکن فوتبال اهل برزیل است.
از باشگاه‌هایی که در آن بازی کرده‌است می‌توان به پالمیراس، سانتوس، مایورکا، آلاوس، سلتا، موناکو، اسپانیول، پاری سن ژرمن، الغرافه، وستهام یونایتد، واسکو دوگاما و سائو پائولو اشاره کرد.
این بازیکن همچنین در سال ۲۰۰۳، ۴ بار برای، زیر ۲۳ سال برزیل به میدان رفت و ۱ گل به ثمر رساند.